# شهرستان اسووگ
شهرستان اسووگ (به بلغاری: Svoge Municipality) یک شهرستان در بلغارستان است که در استان صوفیه واقع شده‌است.